# Красная книга Республики Мордовия
Красная книга Республики Мордовия — красная книга, которая содержит сведения о состоянии популяций редких и находящихся под угрозой исчезновения видов животных, растений и грибов Республики Мордовия.

## История создания
В 1968 году коллективом кафедры ботаники Мордовского государственного университета была издана «Флора Мордовской АССР», публиковались также отдельные брошюры о редких растениях и животных, сводки по редким позвоночным животным (1988), растениям (1992) и птицам (2001). В 2002 году накопленные сведения позволили составить список растений, грибов и животных для Красной книги Республики Мордовия, который был опубликован для широкого обсуждения.
25 февраля 2003 года Постановлением Правительства Республики Мордовия был утверждён список видов растений, грибов и животных, занесённых в региональную Красную книгу, а также Положение о Красной книге Республики Мордовия.
В 2003 году был также издан первый том Красной книги: «Редкие виды растений, лишайников и грибов»
Второй том «Животные» был издан двумя годами позже, в 2005 году. Срок действия (10 лет, по законодательству Российской Федерации) данного издания истёк ещё в 2015 году, но лишь к 2024 году были организованы меры по переизданию и выпуску актуальной версии, публикация которой, по-видимому, ожидается не раньше 2025 года.

## Списки организмов, занесённых в Красную книгу Республики Мордовия
- Список сосудистых растений, занесённых в Красную книгу Республики Мордовия
- Список мохообразных, водорослей и лишайников, занесённых в Красную книгу Республики Мордовия
- Список грибов, занесённых в Красную книгу Республики Мордовия
- Список животных, занесённых в Красную книгу Республики Мордовия